# رياض وردياني
رياض وردياني (1947 - 15 مارس 2017) ممثل سوري من مواليد حلب، قدم خلال مسيرة الفنية العديد من الأعمال التلفزيونية والإذاعية والمسرحية والسينمائية·

## من أعمالة التلفزيونية
- نهاية رجل شجاع
- الزير سالم
- أبو زيد الهلالي
- باب الحارة الجزء الثاني
- باب المقام
- الحجاج بن يوسف الثقفي
- صقر قريش
- معاوية والحسن والحسين
- عمر
- أعقل المجانين (الجزء الأول)
- الجوارح (الأشعث ابن الأكثم)
- مرايا
- أبو  الطيب المتنبي
- مسلسل الزير سالم (بدور مرَّه بن ذهل)
- مسلسل القعقاع بن عمرو التميمي
- مسلسل زمن البرغوت ( دور شيخ الحارة )
- حي المزار

## وفاته
توفي يوم 15 مارس 2017 في كندا بعد صراع طويل مع المرض عن عمر يناهز سبعين عاماً .

## روابط خارجية
- رياض وردياني على موقع قاعدة بيانات الأفلام العربية